# Decalogo 7
Decalogo 7 è il settimo dei dieci mediometraggi realizzati dal regista Krzysztof Kieślowski per la TV ed ispirati ai dieci comandamenti.

## Trama
(Settimo comandamento)
Majka è una giovane di 22 anni che vive una situazione tesa in famiglia. Viene espulsa dal corso di medicina, e la madre Ewa non manca di sottolineare che non è capace di far nulla, in particolare quando si occupa della sorellina Ania di 6 anni. Il padre, Stefan, è pressoché assente.
Majka fa richiesta di passaporto per espatriare in Canada e si informa sulle modalità di espatrio per sua sorella. La funzionaria risponde che in caso di minorenne, occorre la dichiarazione della madre. 
Ewa e Ania assistono a una recita per bambini. Majka si nasconde fra le quinte e attira Ania dietro il palco, invitando la bambina a "fare uno scherzo alla mamma". Le due si allontanano rapidamente, uscendo dalla città. Ewa si dispera, ma non riesce a trovare le due figlie e tornata a casa, telefona alla Polizia.
Una volta fuori città, Majka rivela ad Ania di non essere sua sorella, bensì la sua vera madre. Si dirige verso la casa di Wojtek, suo ex e padre di Ania. I due non si vedono da quando è nata la bambina: lui era il professore che si innamorò di Majka, scatenando le ire della madre Ewa, direttrice della scuola. Per evitare uno scandalo, quando nacque, Ania venne registrata come figlia di Ewa e non di Majka, mentre Wojtek venne fatto allontanare. Era un aspirante scrittore, ma ora, senza un lavoro, per mantenersi fabbrica degli orsacchiotti di peluche. Wojtek rinfaccia a Majka di non avere protestato quando registrarono la bambina come figlia dei suoi genitori, ma Majka spiega a Wojtek che essi l'avevano convinta a non riconoscere Ania come figlia, sostenendo che lui avrebbe perso l'abilitazione all'insegnamento. Gli racconta inoltre che sua madre, Ewa, era andata ben oltre il fornirle una copertura per evitare uno scandalo, e aveva perfino allattato al seno la bambina.
Ora che l'uomo vede sua figlia, si risveglia il suo istinto paterno, ma il comportamento nervoso di Majka lo indispone.
Majka intanto telefona ad Ewa, e la accusa di averle rubato la figlia e la sua esperienza di madre. Le lancia quindi un ultimatum: vuole che Ewa riconosca formalmente che è Majka ad essere la vera madre di Ania, e che lei firmi per l'espatrio in Canada della bambina.
Ma le cose non vanno come vorrebbe Majka. La madre non è disposta a scendere a patti e la minaccia, dicendo che nessuno sarebbe disposto a dichiarare pubblicamente che è lei la vera madre della bambina; inoltre Ania si rifiuta di chiamarla "mamma", e ha terrori notturni che la mettono in difficoltà; infine, Wojtek le dice che non sarebbe una brava madre per Ania e cerca di convincerla a tornare dai suoi genitori. 
Majka decide di scappare anche dalla casa di Wojtek, portando con sé sua figlia, l'unica cosa che ormai le resti. 
Nel frattempo, parlando con il marito Stefan, Ewa ammette che quello che dice Majka è vero: dato che il marito era così legato alla figlia, lei ha considerato Ania come la figlia che sarebbe stata "soltanto sua". Stefan non sapeva nulla del piano di Majka di espatriare, mentre Ewa gli spiega che aveva capito che aveva ricevuto un invito per il Canada (in realtà fittizio e strumentale all'espatrio), ma che non aveva fatto nulla per fermarla, perché sperava che la vita famigliare sarebbe stata più leggera finalmente senza di lei.
Nel frattempo, Wojetk telefona ad Ewa e Stefan, avvisandoli che Majka e la bambina sono scappate e si offre di aiutarli per cercarle in auto.
Majka spera di prendere il primo treno per una destinazione qualsiasi, ma è domenica e non ci sono treni di prima mattina: così, la capostazione le offre di riposarsi nel suo ufficio. Proprio quando il treno sta arrivando, Ewa arriva allo stesso ufficio. La capostazione mente, dicendo di avere visto Majka e la bambina il mattino ma non sapere dove si trovino, ma d'un tratto Ania si sveglia e, vedendo Ewa, le corre incontro chiamandola "mamma".
Di fronte a questa scena, Majka corre fuori dall'ufficio e salta sul treno, mentre la bambina si divincola e la rincorre. Guardando il treno allontanarsi, Ewa sussurra "la mia bambina".

## Legami con altri film della serie
Il personaggio del padre si ritroverà in La doppia vita di Veronica dello stesso Kieślowski, interpretato sempre da Władysław Kowalski.
Ricorre, come negli altri episodi, il tema del liquido, in particolare nello scorrere del fiume.
Nonostante ci siano state delle difficoltà tecniche nell'includere in questo episodio il personaggio del "testimone silenzioso" interpretato da Artur Barciś, egli è presente nei panni di un uomo alla stazione.